# Центральная Америка
Центра́льная Аме́рика (исп. América Central, англ. Central America) — регион, расположенный между Североамериканским регионом и Южной Америкой, относящийся геологически и географически к североамериканскому континенту.
Господствующий язык в Центральной Америке — испанский, единственным исключением является формально англоязычный Белиз. Население Центральной Америки происходит от коренных жителей — индейцев, а также от европейцев (преимущественно испанцев) и привезённых ими африканских рабов.
Либо частично пересекается, либо полностью входит в Среднюю Америку, в зависимости от понимания последней.

## В политической географии
В политической географии Центральная Америка состоит из следующих государств:
-  Белиз;
-  Гватемала;
-  Гондурас;
-  Коста-Рика;
-  Никарагуа;
-  Панама;
-  Сальвадор.

Население — 44 млн человек на 2016 год, общая территория составляет 521 876 км².
По определению Центральной Америки как макрорегиона ООН, помимо вышеперечисленных стран, в регион также включается Мексика.

## В физической географии
В физической географии под Центральной Америкой чаще всего понимают часть североамериканского континента от перешейка Теуантепек до Панамского перешейка (иногда территорию продлевают за пределы обоих перешейков по разным соображениям — например, проводят северную границу по границе Неотропической зоны).

## Рельеф
Поросшие лесом низменности, равнины и болота расположены вдоль побережья Центральной Америки. Регион пересекают реки и горные хребты. Большую часть Центральной Америки занимают средневысотные горы, входящие в горную систему Кордильер (Южная Сьерра-Мадре, Сьерра-Мадре-де-Чьяпас и др.).
Сильно раздробленные горные массивы, прорезанные глубокими ущельями рек, иногда с участками сглаженных плоскогорий, чередующиеся с тектоническими впадинами. От границы Мексики, где поднимается наиболее высокая вершина Центральной Америки — вулкан Тахумулько (высота 4217 м), до Западной Панамы с тихоокеанской стороны к ним причленяется Вулканический хребет с множеством действующих вулканов, в том числе возникших в историческое время (Санта-Мария, Атитлан, Санта-Ана, Косигуина, Поас, Ирасу и др.). Крупные низменности находятся лишь на севере — аккумулятивные Табаско и Москитовый берег (Москития) и полуостров Юкатан, сложенный преимущественно известняками с широким развитием карстовых процессов и форм.

## Геологическое строение
В северной части располагаются относительно стабильные блоки Центральноамериканского массива и Юкатанской плиты, южная часть занята складчатым поясом Кордильер.
Центральноамериканский массив образован сложноскладчатым комплексом метаморфических пород палеозоя и, возможно, докембрия (граувакки, кремнистые сланцы, диабазы, амфиболиты, гнейсы), несогласно перекрытым каменноугольно-пермскими и триасово-юрскими континентальными отложениями, а также меловыми известняками. Широко распространены девонские, каменноугольные и меловые гранитоиды.
Юкатанская плита является эпипалеозойской платформой; состоит из складчатого основания, сложенного метаморфическими породами, палеозойского и, возможно, докембрийского возраста, и несогласно перекрывающего его почти горизонтального чехла осадочных пород мезозоя и кайнозоя (до 6 км мощностью): красноцветные отложения триаса, эвапориты и известняки юры и мела, палеоген-неогеновые терригенные осадки.
Складчатый пояс Кордильер в весьма редуцированном виде продолжает структуры Кордильер Мексики; к юго-востоку от перешейка Теуантепек он отделяется от Центральноамериканского массива передовым прогибом Чьяпас, выполненным морскими и континентальными отложениями палеогена и неогена. В основании этого пояса местами обнажается метаморфический складчатый комплекс палеозоя, который перекрыт на территории Гватемалы позднепалеозойской молассой. Главное место занимают мезозойские, преимущественно меловые карбонатные и флишевые толщи, вмещающие крупные тела гипербазитов. В южных районах в мезозое широко развиты продукты подводного вулканизма основного состава, формировавшиеся в океанических условиях. Эти районы характеризуются развитием соляных куполов. Основная складчатость относится к позднему мелу — раннему палеогену. Полоса складчатых меловых и более древних пород образует пологую дугу и уходит на северо-востоке под воды Гондурасского залива.
На различных более древних структурах располагается пояс неогеновых и современных вулканов, который протягивается от Мексики до Панамского канала вдоль Тихоокеанского побережья, параллельно Центральноамериканскому глубоководному жёлобу. С молодой вулканической и тектонической активностью связано образование Панамского перешейка, отделившего Карибское море от Тихого океана.

## Полезные ископаемые
Из полезных ископаемых в Центральной Америке известны руды золота и серебра, представленные средними (Эль-Росарио в Гондурасе) и мелкими (Пис-Пис, Ла-Лус в Никарагуа) по размерам гидротермальными месторождениями, приуроченными к меловым интрузиям, и россыпи (Коко в Никарагуа), а также мелкие месторождения сурьмы, ртути. С телами гипербазитов связаны мелкие месторождения хромитов; с вулканическими интрузиями неогена — крупные меднопорфировые месторождения Панамы (Серро-Колорадо и Серро-Петакилья). К соляным куполам перешейка Теуантепек приурочены залежи нефти и газа.

## Гидрография
Вследствие обильных осадков и горного характера рельефа годовой сток в Центральной Америке обычно превышает 600 мм, достигая на Карибских склонах Коста-Рики и Панамы 1500 мм и более, лишь на южных склонах Южная Сьерра-Мадре и на северо-западе полуострова Юкатан слой стока менее 100 мм. Речная сеть густая, за исключением полуострова Юкатан, почти лишённого поверхностных водотоков. Преобладают короткие, бурные, порожистые реки; крупнейшие — Мотагуа, Патука и Коко. Реки бассейна Атлантического океана полноводны в течение всего года; реки, текущие в Тихий океан, отличаются резкими колебаниями расхода и сильными летними паводками. В тектонических котловинах лежит много озёр, в том числе крупнейшие — Никарагуа, Манагуа, Исабаль, Атитлан.

## Береговая линия
Побережье Тихого океана с узкой прерывистой полосой береговой низменности в северной части прямолинейно, в южной — сильно расчленено заливами (Фонсека, Никоя, Чирики, Монтихо, Панамский и др.), образует ряд полуостровов (Никоя, Оса, Асуэро и др.) и сопровождается материковыми островами (Койба, Себако, Рей и др.). Берега Мексиканского залива (залив Кампече) и Карибского моря преимущественно низкие, лагунные (лагуны Каратаска, Чирики и др.), лишь в юго-восточной части основания полуострова Юкатан глубоко вдаётся Гондурасский залив; берега окаймлены мелкими, главным образом коралловыми островками.

## Климат
Климат в регионе жаркий и влажный, температура редко опускается ниже 24 °C. На побережье климат жарче, а в горах и на плоскогорьях — прохладнее. С июня по сентябрь в некоторых областях выпадает более 300 мм осадков в месяц.
Центральная Америка лежит в тропическом (до впадины Республика Никарагуа) и субэкваториальном климатических поясах. В связи с положением в низких широтах (7—22° с. ш.) она получает много солнечного тепла (радиационный баланс, свыше 80 ккал/см² в год, 1 ккал = 4,19 кДж) и имеет высокие температуры в течение всего года (средняя температура самого холодного месяца на низменностях от 22—24 °С на севере до 26 °С на юге, самого тёплого 26—28 °С; в горах выше 2000 м над уровнем моря на 5—8 °С ниже). На северо-восточных, наветренных (по отношению к пассатам с Мексиканского залива и Карибского моря) склонах — постоянно влажный климат, осадков выпадает от 100—200 мм в год на севере до 300 мм (местами до 700 мм) на юге. На подветренных тихоокеанских склонах осадки связаны с летними циклонами на севере и экваториальными муссонами на юге, зима обычно сухая, за год выпадает 1000—180 мм осадков. Внутренние котловины и параллельный пассатам низменный северо-западе полуострова Юкатан получают менее 500 мм осадков в год. На юге Центральной Америки экспозиционные различия стираются и на тихоокеанском склоне зимний сухой сезон выражен слабо.

## Леса
Центральная Америка обладает богатейшими лесами, где растут деревья ценных твёрдых пород, таких как красное дерево. Но в некоторых местах, например в Коста-Рике, леса вырубаются необычайно интенсивно. Для сохранения уцелевших лесных массивов учреждены национальные парки. Ягуары, обезьяны, змеи, кайманы, игуаны, многие виды птиц, а также различные виды бабочек и других насекомых из-за уничтожения лесов находятся под угрозой исчезновения.

## Растительность
На низменностях и северо-восточных наветренных склонах до высоты 800 м (пояс тьерра кальенте) господствуют влажнотропические вечнозелёные леса на красно-жёлтых латеритных, преимущественно ферраллитных почвах; в них много пальм, деревьев с ценной цветной древесиной, лиан, эпифитов. Значительные участки, особенно на низменности Табаско, заболочены; берега обрамлены мангровыми зарослями. Вблизи побережий — плантации бананов, какао, ананасов и других тропических культур; на засушливом северо-западе полуострова Юкатан, где растут ксерофильные леса и кустарники, — плантации агавы (хенекен). В горах чётко выражена высотная поясность. До высоты 1700 м расположен пояс тьерра темплада, где теплолюбивые виды исчезают и преобладают древовидные папоротники; с высоты 1700 м (пояс тьерра фриа) — смешанные леса из вечнозелёных лиственных (дубы, магнолии и др.) и хвойных (сосен, пихты гватемальской (реже — пихты священной), кипариса лузитанского, тиса и др.); выше 3200 м фрагментами встречаются альпийские луга, на юге — высокогорные экваториальные луга парамос. На нагорьях, на горных красных и коричнево-красных латеризованных почвах обычны хвойно-жестколистные, местами чисто сосновые леса; здесь развито пастбищное скотоводство, выращиваются кукуруза, картофель, бобовые. На тихоокеанских склонах — преимущественно листопадные (на время засухи) тропические леса (сейба, кокколоба и др.) на горных красных ферраллитных почвах, сменяющиеся ниже, в наиболее сухих районах и во внутренних котловинах, колючими редколесьями, кустарниками, зарослями кактусов и вторичными саваннами на коричнево-красных почвах; плантации кофе (на высоте 600—900 м), табака, сахарного тростника и хлопчатника. Во флористическом составе характерно преобладание североамериканских видов к северу от впадины Никарагуа и южноамериканских — к югу от неё.

## Животный мир
Водятся широконосые обезьяны, пекари, тапиры, броненосцы, ягуар, кровососущие летучие мыши, многие птицы, пресмыкающиеся и насекомые. В северной части также характерны представители Северной Америки — рыси, еноты, многие грызуны (суслики, зайцы, белки, землеройки-бурозубки, мешотчатые крысы и др.). Среди тапиров, грызунов, летучих мышей и птиц имеются эндемичные виды.

## История

### Заселение территории
Центральная Америка была уже заселена представителями различных культур ещё до прихода европейцев. Считается, что человек начал заселять регион с приходом в Северную Америку из Азии или полинезийских островов около 15 тыс. лет назад.

### Ольмеки (1150—800 годы до н. э.)
Древняя мексиканская культура ольмеков с центром Ла-Вента процветала на территории нынешних штатов Веракрус и Табаско. Ольмеки изобрели собственную письменность и счёт, создали примитивный календарь. В Ла-Вента были найдены колоссальные каменные головы, очевидно, изображавшие вождей. Каждая голова имела свой шлем, а в доколумбовой Америке головной убор указывал на статус человека.

### Развитие цивилизации майя
Майя, живущие на территории современной Мексики, Гватемалы, Гондураса и западной части Центральной Америки имели иероглифическую письменность, расшифрованную только частично, сложный и точный  циклический календарь, который не совпадает с григорианским календарем. Основным отличием майяского календаря является наличие циклов, чего нет в линейном, начинающемся от Рождества Христова, григорианском календаре. Иероглифы являются наследниками культуры ольмеков, расцвет цивилизации которых относится к 1200 г. до н. э. Самые древние следы цивилизации Майя восходят к 200—300 гг. до н. э.; потом начинается военная экспансия Теотиуакана, и долгое время о майя нет никаких упоминаний; затем майя появляются вновь, и, судя по всему, несмотря на крайне неблагоприятные геофизические условия тропического леса, их культура достигает достаточно высокого уровня. К 750 г. н. э. у майя уже имеются четыре крупных городских центра (Тикаль, Копан, Паленке и Калакмул), вокруг которых возникает множество небольших селений и посёлков; однако существование централизованного государства майя в этот период маловероятно.
По каким-то причинам, среди которых наиболее правдоподобными можно считать нашествие и религиозную распрю, в промежуток между 800 и 900 гг. жители покинули города, оставив джунглям эти великолепные памятники. После такой катастрофы культура майя сконцентрировалась на полуострове Юкатан, где между 900 и 1200 гг. н. э. возникло множество городских центров. Один из них, Чичен Ица, вероятней всего, был завоёван тольтеками из Толлана (предшественниками ацтеков), и стал одним из центров, откуда тольтеки осуществляли свои набеги.

### Тольтеки (900—1200)
Воинственные племена, стоящие на варварской ступени развития. Однако после гибели Теотиуакана они, унаследовав культуру города, построили свой — Толлан (Тула). Они были умелыми ремесленниками, художниками и создавали сложные скульптуры. Главным божеством тольтеков был Кецалькоатль.

### Ацтеки (1428—1521)
Ацтеки пришли с северо-запада и построили в долине Мехико свою столицу — Теночтитлан — огромный город, поражавший великолепием дворцов и храмов. Они создали одну из самых развитых культур Центральной Америки. Религия затрагивала все стороны их жизни. Они поклонялись более чем 120 богам. Особо почитаемым был бог Уицилопочтли, в жертву которому ежегодно приносились тысячи людей.

### Колонизация
После открытий Колумба в Америку направились испанские авантюристы. В 1519 году Эрнан Кортес вошёл в столицу ацтеков и разрушил её. Одна из богатейших стран мира, дотоле неизвестная Европе, стала провинцией Испании.

### Республиканская эпоха
В XIX веке существовало государство Соединённые Провинции Центральной Америки, включавшее территории современных Гватемалы, Гондураса, Сальвадора, Никарагуа и Коста-Рики (включавшей тогда часть Панамы) и часть современного мексиканского штата Чьяпас.

## Население
Большинство современного населения Центральной Америки смешанного, преимущественно индейско-испанского, происхождения. В Белизе, Сальвадоре, Никарагуа, Гондурасе, Панаме это подавляющее большинство жителей. В Гватемале около половины населения — индейцы, говорящие на своих языках. В Коста-Рике потомки испанских колонистов почти не смешивались с местными индейцами. Для Панамы характерна большая доля негритянского населения (12—15 %). В XVI веке эти земли завоевали испанцы, искавшие здесь золото. До этого их населяли различные индейские племена, в том числе майя, господствовавшие здесь с 300 по 900 г. Первые европейские поселенцы покупали африканских рабов, чьи потомки до сих пор живут в Никарагуа, Белизе и Панаме. Во всём регионе говорят по-испански, хотя в Белизе официальным языком является английский. Многие люди также говорят на местных индейских языках.

### Продолжительность жизни
Ожидаемая при рождении продолжительность жизни в 2023 году, согласно оценке Группы Всемирного банка.
| Страны и территории | 2023  | 2023  | 2023  | 2023 | Исторические данные | Исторические данные | Исторические данные | Исторические данные | Исторические данные | Исторические данные | Исторические данные | Исторические данные | Исторические данные | Исторические данные | Исторические данные | Эффект COVID-19 | Эффект COVID-19 |
| Страны и территории | Общая | М     | Ж     | ЖΔМ  | 2014                | 2014 →2019          | 2019                | 2019 →2020          | 2020                | 2020 →2021          | 2021                | 2021 →2022          | 2022                | 2022 →2023          | 2023                | 2019 →2023      | 2014 →2023      |
| ------------------- | ----- | ----- | ----- | ---- | ------------------- | ------------------- | ------------------- | ------------------- | ------------------- | ------------------- | ------------------- | ------------------- | ------------------- | ------------------- | ------------------- | --------------- | --------------- |
| Коста-Рика          | 80,80 | 78,13 | 83,42 | 5,29 | 80,23               | 0,07                | 80,30               | −0,57               | 79,72               | −1,67               | 78,05               | 1,27                | 79,32               | 1,48                | 80,80               | 0,50            | 0,57            |
| Панама              | 79,59 | 76,65 | 82,56 | 5,90 | 77,36               | 1,15                | 78,51               | −2,18               | 76,33               | 0,67                | 77,00               | 2,32                | 79,32               | 0,27                | 79,59               | 1,08            | 2,23            |
| Колумбия            | 77,72 | 74,95 | 80,45 | 5,50 | 75,95               | 0,84                | 76,79               | −2,04               | 74,76               | −2,06               | 72,70               | 3,81                | 76,51               | 1,22                | 77,72               | 0,93            | 1,77            |
| Мексика             | 75,07 | 72,24 | 77,81 | 5,57 | 74,40               | 0,13                | 74,53               | −4,08               | 70,45               | −0,70               | 69,75               | 4,22                | 73,97               | 1,10                | 75,07               | 0,54            | 0,67            |
| Никарагуа           | 74,95 | 72,31 | 77,42 | 5,11 | 72,79               | 0,97                | 73,76               | −3,00               | 70,77               | −0,29               | 70,48               | 3,98                | 74,46               | 0,48                | 74,95               | 1,18            | 2,16            |
| Белиз               | 73,57 | 70,93 | 76,50 | 5,57 | 71,44               | 1,14                | 72,58               | −1,00               | 71,58               | −0,66               | 70,92               | 1,27                | 72,19               | 1,38                | 73,57               | 0,99            | 2,13            |
| Мир                 | 73,33 | 70,95 | 75,84 | 4,89 | 71,78               | 1,09                | 72,87               | −0,68               | 72,18               | −0,97               | 71,22               | 1,75                | 72,97               | 0,36                | 73,33               | 0,46            | 1,55            |
| Гондурас            | 72,88 | 70,35 | 75,50 | 5,16 | 71,03               | 1,09                | 72,12               | −1,26               | 70,86               | −1,37               | 69,49               | 3,22                | 72,72               | 0,17                | 72,88               | 0,76            | 1,85            |
| Гватемала           | 72,60 | 70,31 | 74,88 | 4,56 | 70,94               | 0,70                | 71,64               | −1,67               | 69,97               | −2,11               | 67,86               | 3,35                | 71,21               | 1,40                | 72,60               | 0,96            | 1,66            |
| Сальвадор           | 72,10 | 67,52 | 76,26 | 8,74 | 71,14               | 0,58                | 71,72               | −1,48               | 70,24               | −0,30               | 69,94               | 2,03                | 71,97               | 0,13                | 72,10               | 0,37            | 0,95            |

### Религия
Большинство жителей исповедуют католицизм, но их религиозные праздники часто имеют национальный оттенок. Например, День Всех Святых (1 ноября) отмечается в Гватемале шумными конными скачками.

## Экономика

### Сельское хозяйство
Большая часть населения занимается земледелием. На высокогорье разводят крупный рогатый скот, выращивают на экспорт бананы, сахарный тростник, хлопок. Центральная Америка даёт примерно десятую часть мирового производства кофе. Из млечного сока дерева чикле, или сапогиллы, изготавливают жевательную резинку. Здесь собирают богатый урожай какао-бобов — сырья для приготовления шоколада. Выращиваемые в регионе кукуруза, бобы и рис — основные продукты питания местного населения.

### Промышленность
Промышленность развита слабо, основу её по-прежнему составляют небольшие фабрики, производящие одежду, обувь и другие товары повседневного пользования. Ремесленные гончарные изделия, шерстяные ковры, изделия из кожи и шляпы продают туристам.

## Достопримечательности

### Природные объекты
- Озеро Никарагуа (Никарагуа) — крупнейший пресный водоём Центральной Америки и единственное в мире пресноводное озеро, в котором обитают акулы.
- Рифы Белиза — второй по величине барьерный риф в мире.

### Архитектурные объекты
- Город Антигуа (Гватемала), построенный в XVI веке, в колониальную эпоху был столицей Гватемалы, но в 1773 году сильно пострадал от землетрясения.

### Нематериальные объекты
- Народные танцы (Гватемала)

## Национальные парки
- Международный парк Ла-Амистад — расположен по обе стороне панамско-коста-риканской границы. В парк входят два граничащих друг с другом биосферных заповедника. Один из них находится в Коста-Рике, другой — в Панаме. Оба заповедника называются одинаково — Ла-Амистад, что в переводе с испанского означает «дружба».
- Национальный парк Корковадо (Коста-Рика) — расположен на полуострове Оса, на побережье Тихого океана. Площадь парка составляет 54 000 га. Великолепие природы этого отдалённого, почти нетронутого леса в Центральной Америке, разнообразие его растительности и животного мира привлекает к себе внимание людей.
- Национальный заповедник Монтеверде (Коста-Рика) — в 1960-х годах группа учёных и местных жителей основала в Монтеверде Заповедник облачного леса, в который со временем включили и зону водораздела. С тех пор заповедник неоднократно расширялся, и сейчас он охватывает приблизительно 10 500 гектаров.